# José Callejón
José María Callejón Bueno (sinh ngày 11 tháng 2 năm 1987 tại Motril, Granada) là một cầu thủ bóng đá người Tây Ban Nha chơi ở vị trí tiền đạo hay tiền vệ cánh cho câu lạc bộ Granada tại La Liga 2.
Anh em sinh đôi của anh là Juanmi, cũng là một cầu thủ bóng đá và chơi ở Real Madrid

## Sự nghiệp

### Real Madrid B
Năm 2007 anh gia nhập câu lạc bộ Real Madrid B tại Tây Ban Nha.
Mùa hè năm 2007-08 anh ra trận 37 và ghi 21 bàn thắng cho đội, và năm 2008 chuyển đến chơi cho câu lạc bộ RCD Espanyol.

### Espanyol
Vào cuối mùa giải, Callejón rời Real Madrid B và đã ký một hợp đồng bốn mùa với RCD Espanyol. Anh đã ra mắt La Liga vào ngày 20 tháng 9 năm 2008 trong trận đấu với Gatafe CF
Ngày 15 Tháng 1, 2011, Callejón ghi hai bàn cho RCD Espanyol khi đánh bại Sevilla FC với tỉ số (2-1). Anh chỉ bỏ lỡ một trận đấu và ghi được sáu bàn thắng cho Pericos.

### Real Madrid
Ngày 23 tháng 5 năm 2011, Callejón gia nhập Real Madrid theo một hợp đồng năm năm, có hiệu lực kể từ ngày 1 tháng 7, với mức phí chuyển nhượng được cho là 5,5 triệu €. Ngày 16 tháng 7, anh chơi trận đầu tiên của mình, trong chiến thắng 4-1 và ghi bàn thắng ở phút 30'.
Ngày 02 tháng 10 năm 2011,, Callejón ghi bàn thắng chính thức đầu tiên của mình cho Real Madrid, sau khi vào sân ở giữa hiệp hai trong một trận đấu với CLB cũ RCD Espanyol.
Ngày 22 tháng 11 năm 2011 anh lập cú đúp trong trận thắng 6-2 tại UEFA Champions League, HLV José Mourinho đã tỏ ra thích thú và khen ngợi màn trình diễn ấn tượng của anh.

### Napoli
Ngày 12 tháng 7 năm 2013, anh chính thức gia nhập câu lạc bộ Napoli chơi tại Serie A với mức giá 10 triệu euro.

### Fiorentina
Ngày 5 tháng 10 năm 2020, Callejón đồng ý kí hợp đồng với Fiorentina.

## Sự nghiệp Quốc tế
Callejón xuất hiện lần đầu cho đội U21 Tây Ban Nha vào ngày 25 Tháng 3 năm 2008 trong trận đấu với Kazakhstan, một vòng loại World Cup 2010. Anh được thay thế cho Bojan Krkic ở phút 46' và ghi một bàn thắng chỉ 15 phút sau đó, trong chiến thắng cuối cùng là 5-0.

## Thống kê sự nghiệp
Tính đến 1 tháng 7 năm 2022
| Câu lạc bộ          | Mùa giải            | Giải đấu | Giải đấu | Cúp quốc gia1 | Cúp quốc gia1 | Châu Âu | Châu Âu | Tổng cộng | Tổng cộng |
| Câu lạc bộ          | Mùa giải            | Trận     | Bàn      | Trận          | Bàn           | Trận    | Bàn     | Trận      | Bàn       |
| ------------------- | ------------------- | -------- | -------- | ------------- | ------------- | ------- | ------- | --------- | --------- |
| Real Madrid B       | 2006–07             | 4        | 0        | —             | —             | —       | —       | 4         | 0         |
| Real Madrid B       | 2007–08             | 37       | 21       | —             | —             | —       | —       | 37        | 21        |
| Real Madrid B       | Tông cộng           | 41       | 21       | —             | —             | —       | —       | 41        | 21        |
| Espanyol            | 2008–09             | 24       | 2        | 6             | 2             | —       | —       | 30        | 4         |
| Espanyol            | 2009–10             | 36       | 2        | 1             | 0             | —       | —       | 37        | 2         |
| Espanyol            | 2010–11             | 37       | 6        | 2             | 0             | —       | —       | 39        | 6         |
| Espanyol            | Tổng cộng           | 97       | 10       | 9             | 2             | —       | —       | 106       | 12        |
| Real Madrid         | 2011–12             | 25       | 5        | 6             | 3             | 5       | 5       | 36        | 13        |
| Real Madrid         | 2012–13             | 30       | 3        | 7             | 2             | 4       | 2       | 41        | 7         |
| Real Madrid         | Tổng cộng           | 55       | 8        | 13            | 5             | 9       | 7       | 77        | 20        |
| Napoli              | 2013–14             | 37       | 15       | 5             | 3             | 10      | 2       | 52        | 20        |
| Napoli              | 2014–15             | 38       | 11       | 4             | 0             | 16      | 1       | 59        | 12        |
| Napoli              | 2015–16             | 38       | 7        | 2             | 1             | 7       | 5       | 47        | 13        |
| Napoli              | 2016–17             | 37       | 14       | 4             | 2             | 8       | 1       | 49        | 17        |
| Napoli              | 2017–18             | 38       | 10       | 2             | 0             | 10      | 2       | 50        | 12        |
| Napoli              | 2018–19             | 34       | 3        | 2             | 0             | 11      | 1       | 47        | 4         |
| Napoli              | 2019-20             | 33       | 4        | 5             | 0             | 7       | 0       | 45        | 4         |
| Napoli              | Tổng cộng           | 255      | 64       | 24            | 6             | 69      | 12      | 349       | 82        |
| Fiorentina          | 2020–21             | 20       | 0        | 2             | 1             | —       | —       | 22        | 1         |
| Fiorentina          | 2021–22             | 30       | 1        | 3             | 0             | —       | —       | 55        | 2         |
| Tổng cộng sự nghiệp | Tổng cộng sự nghiệp | 498      | 104      | 48            | 14            | 78      | 19      | 628       | 137       |

1Bao gồm Supercopa de España.

## Danh hiệu
Real Madrid
- La Liga: 2011–12
- Supercopa de España: 2012

Napoli
- Coppa Italia: 2013–14, 2019–20[4]
- Supercoppa Italiana: 2014